# Man and His Angel
Pour plus de détails, voir Fiche technique et Distribution.

Man and His Angel est un film muet américain réalisé par Burton L. King, sorti en 1916.

## Fiche technique
- Titre : Man and His Angel
- Réalisation : Burton L. King
- Scénario : Stanley Dark
- Photographie : Henry G. Frommer
- Producteur :
- Société de production : Triumph Films
- Sociétés de distribution : Equitable Motion Pictures Corporation, World Film
- Pays de production :  États-Unis
- Langue : Anglais
- Métrage : 1 500 m
- Format : Noir et blanc — 35 mm — 1,33:1 — Muet
- Genre : Film dramatique
- Durée : 50 minutes
- Date de sortie : 
  - États-Unis : 13 mars 1916

## Distribution
- Jane Grey : Sonia Dimitri
- Willard Dashiell : Paul Dimitri
- Edward MacKay : Schuyler
- Robert Lee Hill : Arthur Sutton
- Henry Bergman : David Tryne
- Mayme Kelso : Kitty Fish